# وهام الاضطهاد
وُهَامُ الاضْطِهَاد (بالإنجليزية: Persecutory Delusion)‏ هي مجموعة الحالات الوهمية التي يعتقد فيها الأشخاص أنهم يتعرضون للاضطهاد. وعلى وجه التحديد، تم تعريفها بأنها تحتوي على عنصرين أساسيين:
- اعتقاد الفرد أن الضرر يحدث، أو سوف يحدث
- اعتقاد الفرد أن المُعْتَدي أو المُضطَهِد المفترض يعتزم إحداث ضرر

وفقاً للدليل التشخيصي والإحصائي للاضطرابات النفسية، الأوهام التعسفية هي الشكل الأكثر شيوعاً لأوهام الفصام البارانويدي، حيث يعتقد الشخص أنه يتعذب وملاحق ويتم التجسس عليه أو السخرية منه.

## طرق العلاج
غالباًَ ما يتم استخدام الأدوية الخاصة بفصام الشخصية، خاصة عندما تكون الأعراض موجودة. قد يكون كل من المضاد النمطي للذهان والمضاد الغير نمطي للذهان مفيداً. أيضاً يتم استخدام العلاج السلوكي المعرفي.